# Dicranolepis thomensis
Espèce
Synonymes
- Dicranolepis disticha var. thomensis (Engl. & Gilg) Henriq.[1]

Dicranolepis thomensis est une espèce de plantes à fleurs de la famille des Thymelaeaceae et du genre Dicranolepis, endémique de Sao Tomé-et-Principe.